# 卡斯特拉蒙特
卡斯泰拉蒙泰（義大利語：Castellamonte），是意大利北部皮埃蒙特大区都灵省的一个市镇。总面积38.5平方公里，总人口10008，人口密度259.9人/平方公里（2010年12月31日）。